# Nicetas Orifa
Nicetas Orifa (em grego: Νικήτας ὁ Ὀρύφας ou Ὠορυφᾶς; romaniz.: Niketas ò Orýphas ou Ooryphas; fl. 860 – 873) foi um distinto alto funcionário, patrício e almirante bizantino que serviu durante os reinados dos imperadores Miguel III, o Ébrio (r. 842–867) e Basílio I, o Macedônio (r. 867–886) e se notabilizou por várias vitórias navais contra os invasores sarracenos cretenses.

## Biografia

### Reinado de Miguel III

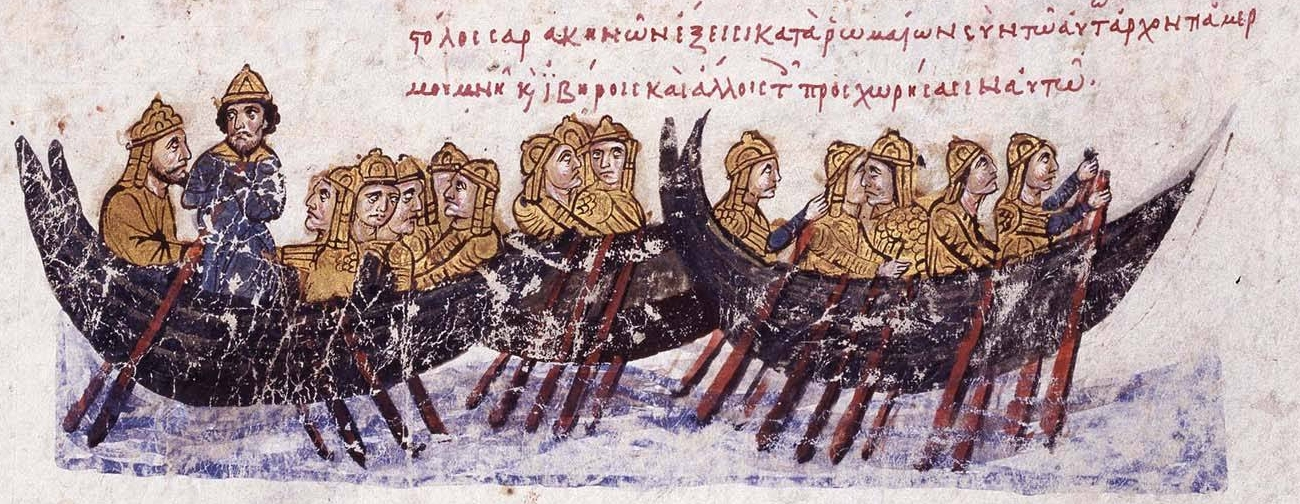
Frota de piratas sarracenos navegando para Creta na década de 820. Iluminura da Crónica de João Escilitzes (Escilitzes de Madrid)

Nada se sabe da sua juventude. Há registos de várias pessoas com apelido Orifa em fontes da primeira metade do século IX, todos em postos da marinha, mas a relação destes com Nicetas é meramente conjetural. A primeira menção histórica a Nicetas Orifa apresenta-o como eparca de Constantinopla em 860, quando uma frota Rus' apareceu subitamente na entrada do Bósforo e começou a pilhar os subúrbios da cidade. Na qualidade de governador da cidade, reportou o sucedido ao imperador Miguel III, que se encontrava numa campanha militar contras os árabes na Ásia Menor.
Numa data posterior, foi nomeado para um posto na marinha e em 867 era o drungário da frota (comandante da marinha imperial). Nesse posto navegou para Ragusa com uma armada de 100 navios para combater o cerco árabe à cidade, que já durava há 15 meses, e aí restaurou a suserania bizantina sobre as costas da Dalmácia. É possível que Orifa já tivesse experiência naval, pois pode ter sido um dos comandantes do saque bizantino de 853 a Damieta.

### Reinado de Basílio I, o Macedónio

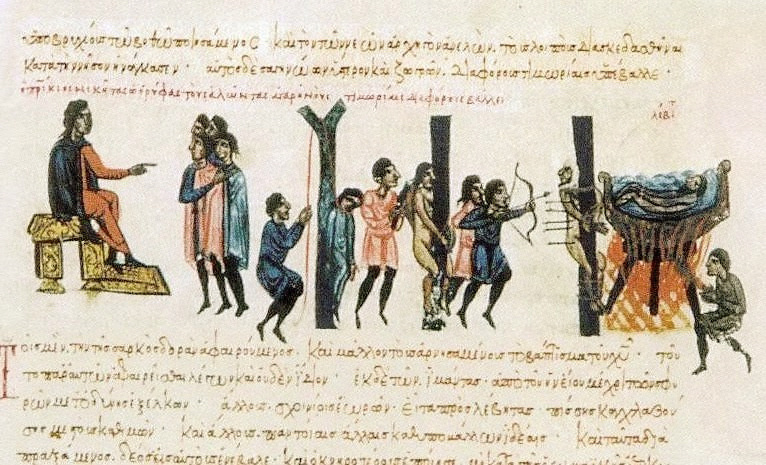
Piratas sarracenos do Emirado de Creta são punidos por Nicetas Orifa. Iluminura da Crónica de João Escilitzes (Escilitzes de Madrid)

Embora tivesse alcançado altos cargos durante o reinado de Miguel III e tivesse protestado contra a usurpação do trono por Basílio I em 867, foi rapidamente reintegrado e mantido nos cargos pelo novo imperador, e continuou a sua carreira, tornando-se provavelmente o almirante bizantino de maior sucesso do seu tempo.
Em 869, Orifa comandou a frota bizantina que foi em auxílio de Luís II da Germânia, que tinha montado um cerco a Bari, então um emirado árabe, no sul de Itália. Ali chegado, encontrou o exército franco disperso nos seus quartéis de inverno e provocou um incidente diplomático por se referir a Luís, que reclamava para si o título de "Imperador dos Romanos", meramente como "rei". Como resultado desse episódio, a maior parte da frota bizantina retirou-se sem participar no cerco da cidade.
Em ca. 873, Nicetas derrotou os piratas sarracenos do Emirado de Creta liderados por Fócio no Golfo de Saros, e logo depois seguiu este sucesso com outro: enquanto estes pilhavam as costas ocidentais gregas, ordenou aos seus homens que carregassem seus navios por terra, atravessando o istmo de Corinto e surpreendendo a frota sarracena no Golfo de Corinto. Não há notícias subsequentes de Orifa, mas pode ter comandado a frota imperial por alguns anos antes de ser substituído pelo drungário Nasar, em ações que podem ter incluído a reconquista de Bari e, a tomada efémera do Chipre.